# Pulpito della Passione
Il pulpito della Passione è uno dei due pulpiti bronzei di San Lorenzo a Firenze, ultima opera dello scultore fiorentino Donatello, all'epoca settantenne. I pulpiti (l'altro è il quello della Resurrezione) risalgono a dopo il 1460 e il maestro ne curò la progettazione e il disegno anche se è probabile che le altre fasi vennero curate da aiutanti, tra i quali spiccavano Bartolomeo Bellano e Bertoldo di Giovanni. Il pulpito della Passione fu probabilmente il secondo a venire realizzato e in esso è più consistente l'opera degli aiutanti. È leggermente più piccolo dell'altro e misura 280 cm di lunghezza e 137 di altezza (escluse le colonne).

## Storia
I due pulpiti sono legati a numerosi problemi per lo studio critico. Oltre che la difficile valutazione dell'autografia da parte del maestro e dei suoi collaboratori, si ignora il committente (Cosimo de' Medici?) e la funzione originaria per cui vennero fusi. La sistemazione attuale, sull'alto di quattro colonne ciascuno, risale infatti con tutta probabilità a molti anni dopo la morte di Donatello, alla visita di Leone X a Firenze del 1515, quando vennero montanti provvisoriamente. Riassemblati nel 1558-1565, furono completati da due pannelli lignei bruniti nel 1616 e nel 1634. Alcuni hanno ipotizzato che i vari pannelli che compongono i pulpiti fossero originariamente destinati a sarcofagi, magari proprio per Cosimo e sua moglie o suo figlio Giovanni, mentre l'uso come cantoria appare inverosimile per le dimensioni troppo ridotte.
La datazione è collocata a dopo il rientro di Donatello da Siena (1459-1460) e su uno dei rilievi, il Martirio di San Lorenzo, è stata scoperta la data 15 giugno 1465, ma su quale fosse il grado di finitura alla morte di Donatello (1466) non è possibile stabilirlo. Dopotutto le sue biografie antiche, a partire da Vasari, parlano di un maestro che, a settant'anni suonati, passava ormai la maggior parte del suo tempo costretto a letto.
Nonostante le questioni aperte i due pulpiti sono comunemente ritenuti il punto estremo dell'arte di Donatello, l'ultimo capolavoro che chiuse, portando agli estremi sviluppi, lo studio dell'animo umano, della spazialità e della libertà compositiva che aveva caratterizzato tutta la sua carriera.
Baccio Bandinelli nel XVI secolo giudico gli "errori" di finitura alla vecchiaia ed all'incombente cecità del maestro, liquidando i due pulpiti come le peggiori opere della mano di Donatello. Solo nei secoli successivi si è gradualmente rivalutato il giudizio critico sul queste due opere. Oggi la valutazione è nettamente benevola, soprattutto per l'intensità espressiva ancora insuperabile del linguaggio donatelliano, con una reinvenzione iconografica libera e originale dei temi biblici.

## Attribuzione
La libertà compositiva, l'ariosità e la ricchezza dei rilievi viene generalmente interpretata come segno dell'autografia del disegno delle scene e della modellatura dei modelli in cera a Donatello stesso, mentre la fusione e la cesellatura finale dovette essere curata dal Bellano, al quale sono riconducibili alcuni stilemi grafici: la filacciosità dei panneggi, che aderiscono come se fossero bagnati, l'andamento grafico di barbe e capelli, la regolarità monotona dei particolari ripetitivi. Notazioni più specifiche sono aggiunte nelle descrizioni delle singole scene.
In alcune parti la tecnica appare appena sbozzata, una sorta di non-finito. Non è dato a sapersi in quanta misura essa sia opera di Donatello, ma è una dato di fatto anche in altre opere attribuite al maestro (come il Compianto di Londra) e si adatta perfettamente alle emozioni crude ed all'espressività delle scene dell'ultima fase dell'artista.

## Descrizione

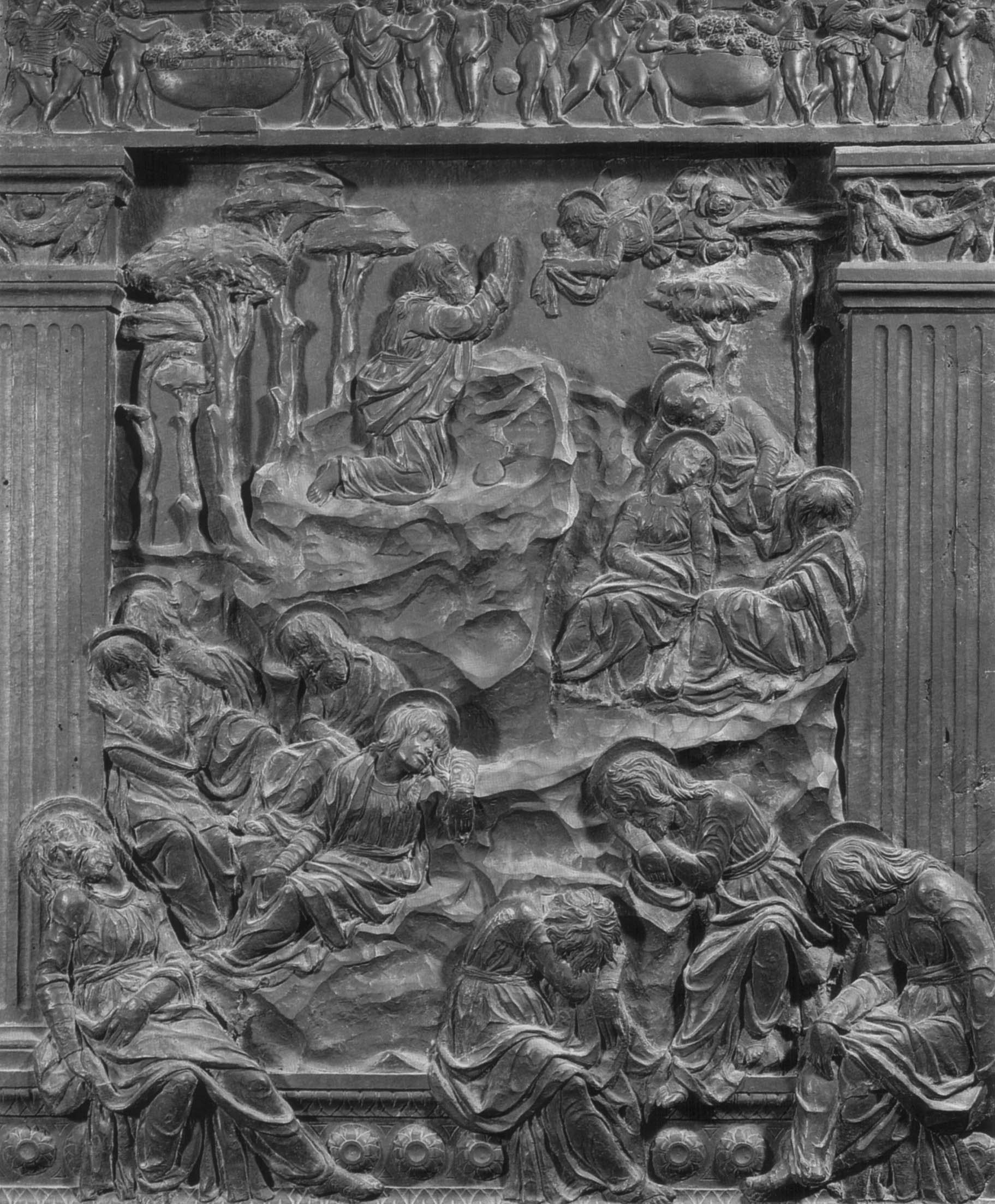
Orazione nell'Orto

Il pulpito della Passione è quello conservato nella navata sinistra. Le due opere hanno un'impaginazione simile, ma molto più regolare nel caso del pulpito della Passione, poiché scandita da una serie di pilastrini scanalati, con capitelli recanti puttini che reggono festoni e con un fregio continuo sulla trabeazione che è decorato da putti vendemmianti, eroti e centauri affrontati, sui quali corre un sima sporgente che ricorda i sarcofagi classici. Il fregio si ritiene per entrambi i pulpiti opera di un collaboratore eseguita dopo la morte di Donatello. Nel pulpito della Passione i lati maggiori contengono due o tre scene ciascuno, più una per ciascuno dei due lati minori, per un totale di sette. Due pannelli del lato sud, in corrispondenza dello sportello per l'accesso, sono integrazioni lignee seicentesche.
Esse rappresentano:
- Orazione nell'Orto (sud, inizio delle Storie)
- Cristo davanti a Pilato e a Caifa (est)
- Crocefissione (nord)
- Compianto (nord)
- Sepoltura (ovest)
- Flagellazione (sud, in legno brunito, XVII secolo)
- San Giovanni Evangelista (sud, in legno brunito, XVII secolo)

Gli episodi della Passione sono svolti con notevole ricchezza e manca quello dell'ultima cena: forse la mancanza è da mettere in relazione con il vicino altare maggiore, dove giornalmente si commemorava quell'episodio durante la messa.

### Orazione nell'Orto
Il rilievo dell'Orazione nell'Orto mostra il monte degli ulivi del Getsemani, sulla cui sommità Cristo prega ed entra in contatto con un angelo. Gli apostoli sono rimasti indietro, colti dal sonno, e sono disposti a gruppi via via più vicini allo spettatore, di dimensioni crescenti per via delle regole di prospettiva. Gli ultimi sono così proiettati verso lo spettatore da essere seduti sopra la cornice, uscendo dalla rappresentazione secondo una straordinaria libertà spaziale tipica dei migliori lavori dell'artista, che dissolve i confini logici del quadro.
Gli apostoli, come nel testo evangelico, sono undici, poiché Giuda Iscariota in quel frangente si trova ad avvisare i sacerdoti del sinedrio.
La grande libertà compositiva ha sempre fatto attribuire a Donatello sia l'ideazione che l'esecuzione del rilievo, curato poi nella fusione e cesellatura dal Bellano.

### Cristo davanti a Pilato e a Caifa

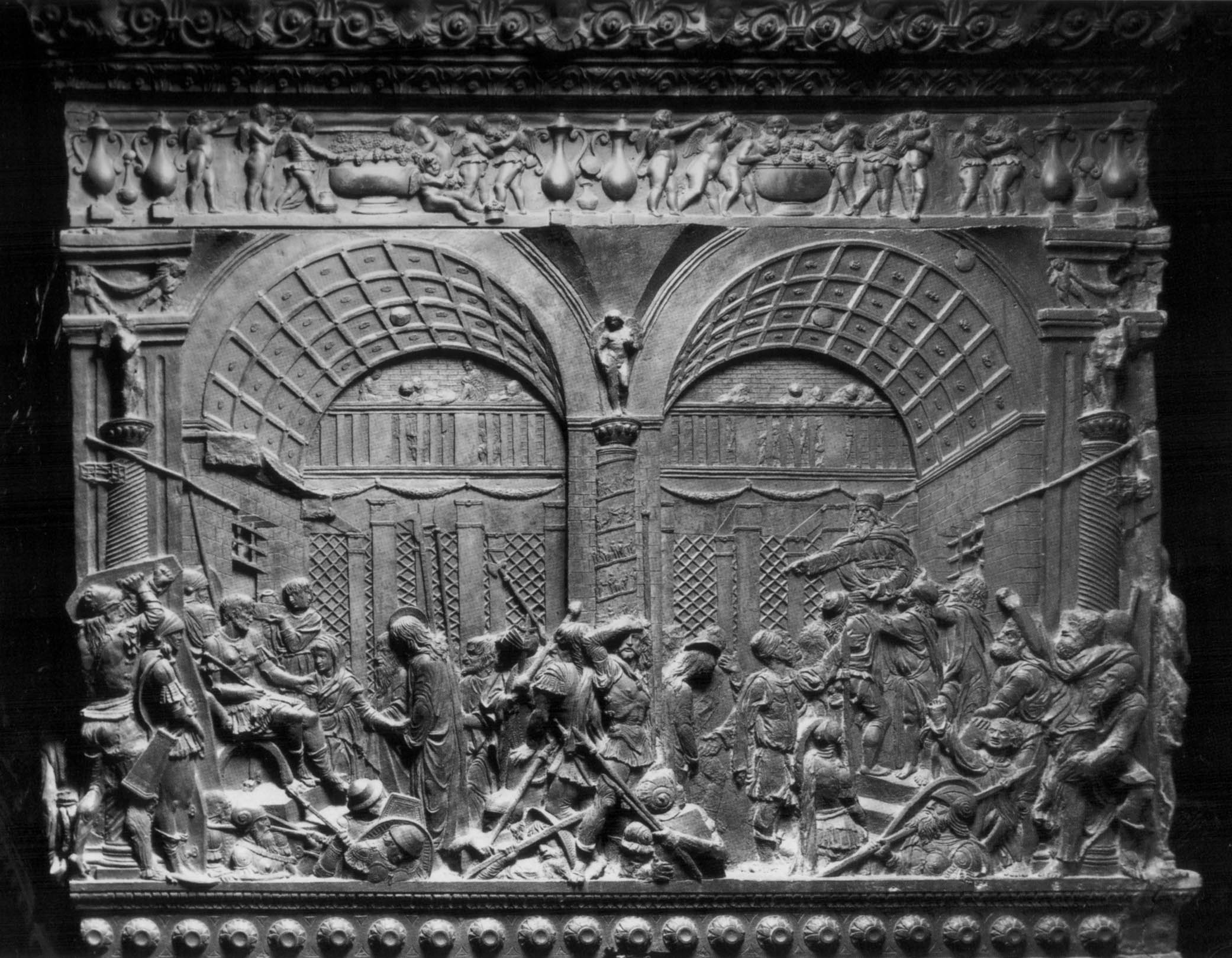
Cristo davanti a Pilato e a Caifa

Le due scene sono rappresentate in un unico spazio diviso in due da due ambienti uguali, ciascuno voltato a botte con due grandi archi a tutto sesto (ricorda il Miracolo della mula nell'altare del Santo a Padova) e separati da un pilastro centrale davanti al quale, oltre che passare delle figure di cerniera, si trova una colonna coclide, fine citazione dell'antico. Essa fa pendant con le altre due colonne con scanalature a spirale ai lati della scena e tutte e tre sono sormontate da un putto alato. In fondo alle arcate si trovano raffigurati due balconi dove si affacciano i curiosi. Due pertiche all'estremità non sono altro che direttrici prospettiche verso il punto di fuga; esse escono ben oltre le colonne laterali e tengono appese due gabbiette, un virtuosistico esercizio di prospettiva.
La doppia scena mostra l'interrogatorio di Cristo davanti al sommo sacerdote Caifa e poi davanti al prefetto romano Ponzio Pilato. Come nei rilievi di Padova l'azione principale avviene al cuore di un turbine di molteplici avvenimenti. Gesù è relegato in un angolo nella scena di Caifa, ma l'eloquentissimo gesto del sommo sacerdote ne permette l'individuazione, grazie anche all'aureola.
Tra le figure in primo piano, impostate secondo le più varie posture, il gruppo dei soldati è tagliato fuori dietro la cornice all'altezza del busto, un espediente opposto a quello delle figure debordanti nell'Orazione nell'Orto, ma con la stessa finalità di sottintendere uno spazio che si estende ben oltre la rappresentazione. Numerosi sono i sentimenti e gli stati d'animo colti nei vari personaggi e non mancano i dettagli insoliti o curiosi, come quello del servitore di Pilato che è bifronte, a simboleggiare probabilmente il doppio gioco del procuratore romano.
Anche questo rilievo viene attribuito, per quanto riguarda disegno e realizzazione a Donatello e al Bellano per la rinettatura del bronzo.

### Crocifissione

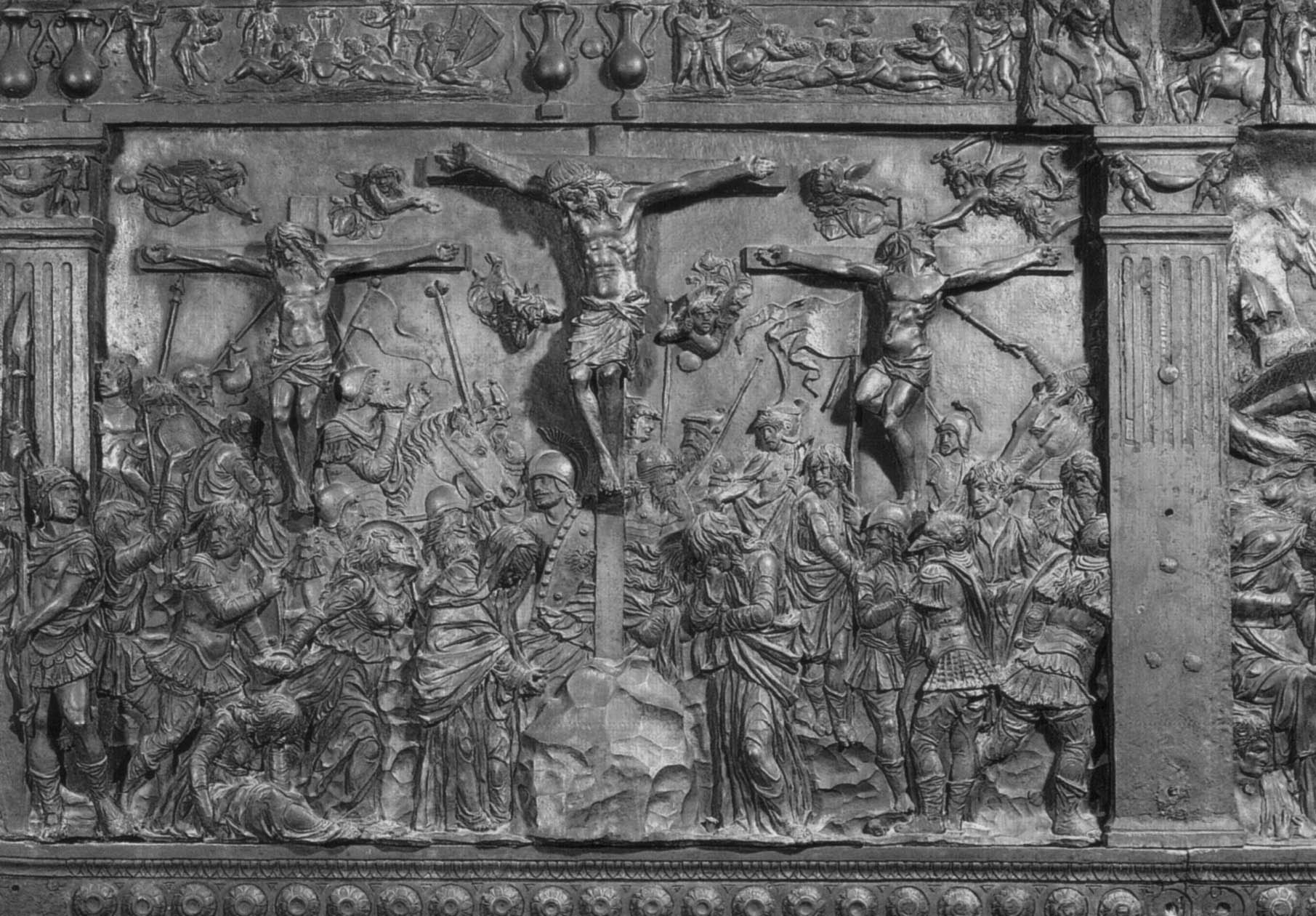
Crocifissione

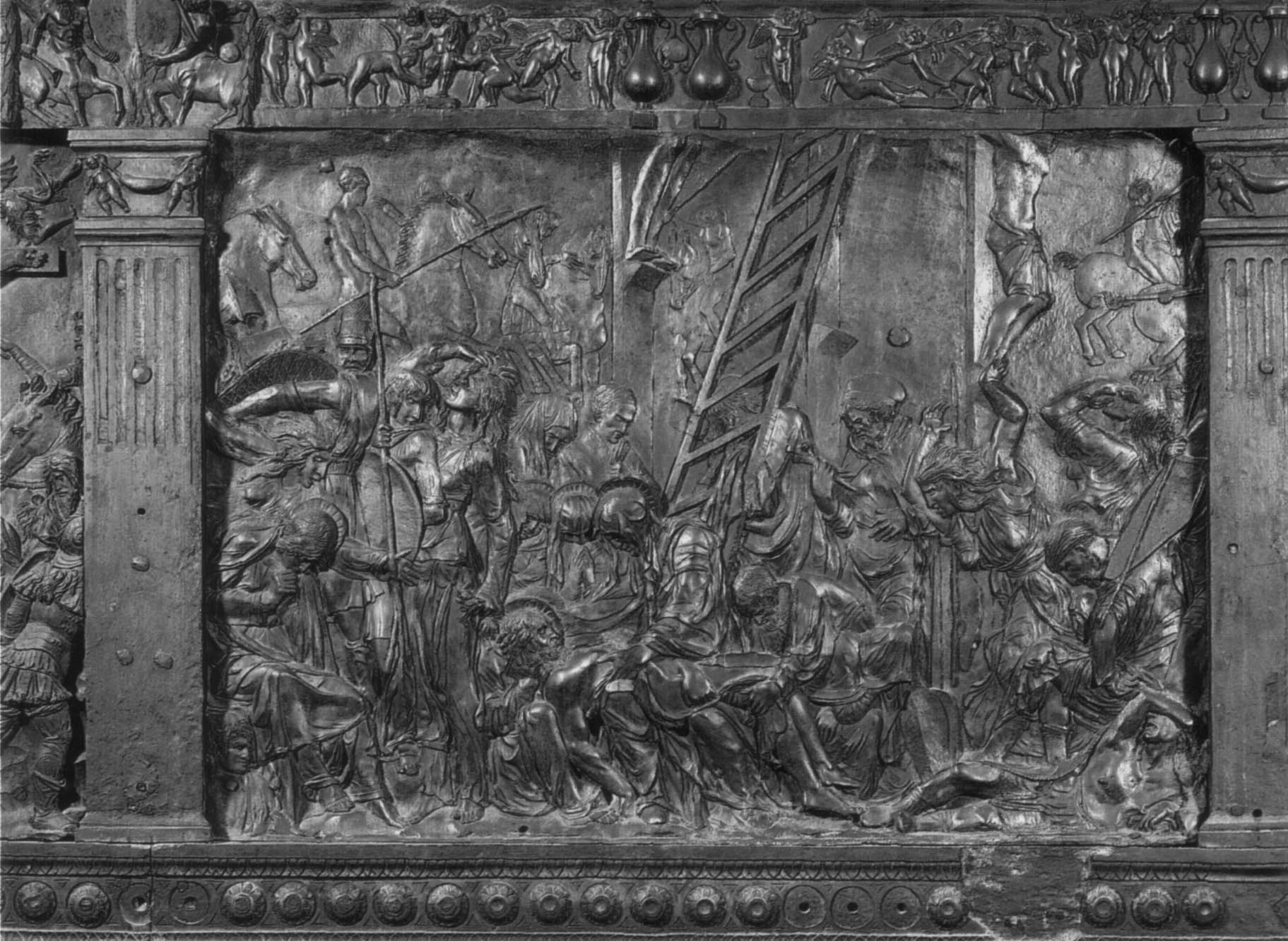
Compianto

La Crocifissione è, con il Compianto, la scena più drammatica del pulpito. Mentre in alto al centro si sta consumando la tragedia della Passione, una folla turbinante, tra cui molti soldati con i loro cavalli, ignora l'avvenimento e non si cura nemmeno del dolore delle donne ai piedi della croce, anche qui rappresentate (come nella Crocefissione del Bargello o nel Compianto del Victoria and Albert Museum) con varie gradazioni di dolore, che va dal pianto silenzioso, alla disperazione urlante, fino a uno scoramento impotente della figura piegata a terra. Più in alto gli angeli, alcuni rappresentati in uno scorcio perfetto, indicano la tragedia ed accorrono increduli, alcuni urlando con raccapriccio. Il ladrone di destra, oltre che torturato dai soldati, è frustato crudelmente da un diavolo, che lo tira per i capelli obbligandolo a contorcersi.
Se da un lato due figure sfondano lo spazio presentandosi sopra il pilastrino laterale, dall'altro i personaggi vi scompaiono dietro, sottolineando una resa spaziale illusionisticamente illimitata.
La Crocifissione viene attribuita dalla maggior parte degli studiosi al Bellano, che pure seguì schemi donatelliani.

### Compianto
Il Compianto è ambientato nello stesso luogo della scena precedente, ma con un taglio nettamente più basso, con le croci ancora in alto ma che lasciano vedere solo i piedi e gli arti inferiori dei condannati. Una forte cesura verticale è data dalla scala con cui il corpo di Cristo è stato tolto dalla croce. Maria si è chinata sul figlio morto, mentre gli altri astanti, anche in questo caso, esprimono le varie gradazioni del dolore, tra cui spicca quella delle due donne a destra prese da una furente concitazione che le fa urlare e agitare le braccia in alto (iconografia ripresa da quella delle Menadi sui sarcofagi antichi). Quasi al centro, di fianco alla scala, tra i dolenti potrebbero essere rappresentati anche Cosimo de' Medici e la moglie Contessina. Rispetto alla scena precedente i personaggi sono tutti concentrati sull'azione, anche quelli che non si preoccupano delle conseguenze, come i soldati e il fabbro che ha tolto i chiodi e li tiene ancora in mano. Solo nello sfondo passano alcuni cavalieri del tutto ignari, rappresentati col bassissimo rilievo dello stiacciato.
La scena è attribuita, per la commossa carica patetica e il taglio narrativo spregiudicato, a Donatello, con la fusione curata da Bertoldo, il quale avrebbe anche aggiunto di sua mano i cavalieri sullo sfondo.

### Sepoltura

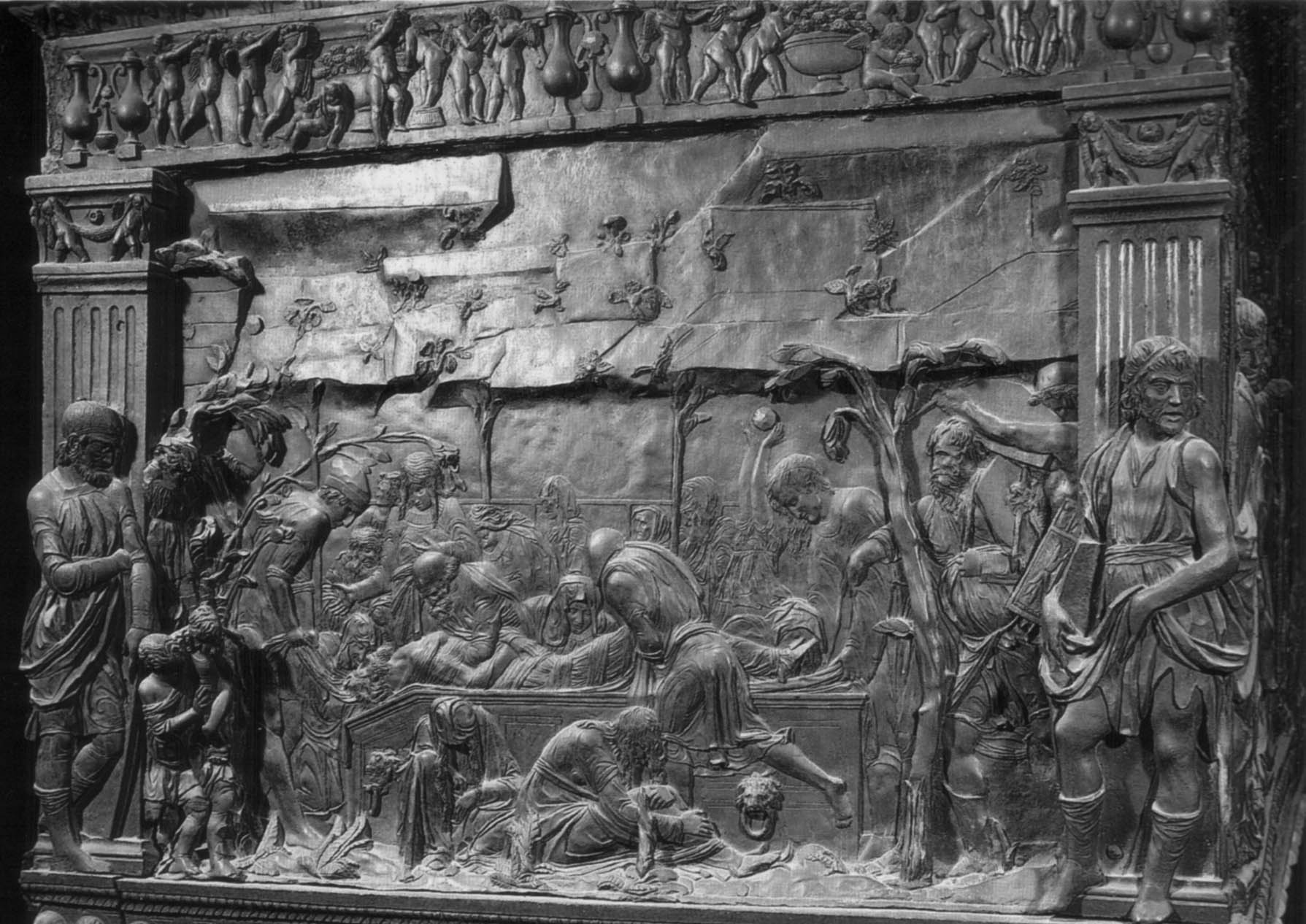
Sepoltura

La scena della Sepoltura è più pacata delle due precedenti. Tra due personaggi più grandi, proiettati verso lo spettatore sopra i pilastri laterali (anche in questo caso un superamento dei confini naturali della scena), si svolge il rito della sepoltura in un sarcofago all'antica, scorciato secondo una deformazione ottica prevista per una visione ottimale dal basso. Attorno si dispongono varie figure a semicerchio: la loro distanza gradua non solo le dimensioni, ma anche la profondità del rilievo, più sottile via via che ci si allontana dallo spettatore.
L'ambientazione della grotta è suggerita da alcune pietre squadrate che si vedono in alto, punteggiate da germogli di piante selvatiche.
Alcune donne sono ancora in preda al dolore, ma in maniera più composta, come Maria che bacia il volto del figlio per l'ultima volta, oppure le due figure sedute in terra in primo piano, desolatamente abbandonate alla sofferenza col capo chino. Altri personaggi dello sfondo sono invece disinteressati e sembrano avviarsi altrove dopo aver assistito alla condanna a morte, infatti procedono tutte verso sinistra. Tra queste c'è anche una fanciulla, che ritrova la spensieratezza giocando a palla.
In questa scena è evidente il modello derivato dai rilievi dell'antichità per alcune figure: il Cristo ha un corpo con una precisa resa anatomica "all'antica", le donne disperate ricordano le Menadi dei sarcofagi romani e la figura distesa assomiglia ad una divinità fluviale.
La scena è come la precedente attribuita a Donatello con la collaborazione di Bertoldo, mentre al Bellano sono attribuite le figure che si sovrappongono alle paraste tra le scene.

## Altre immagini

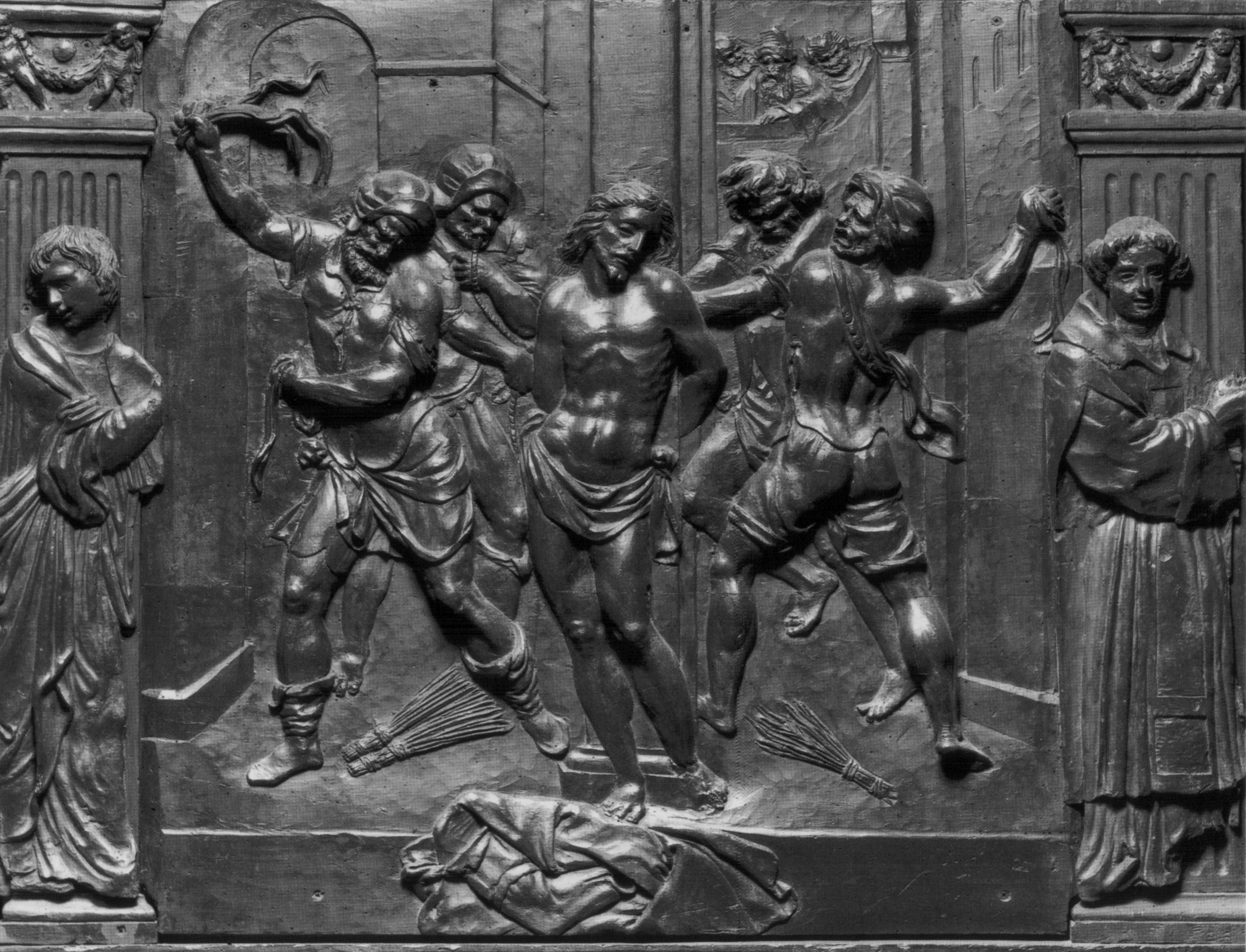
La Flagellazione seicentesca, in stile donatelliano
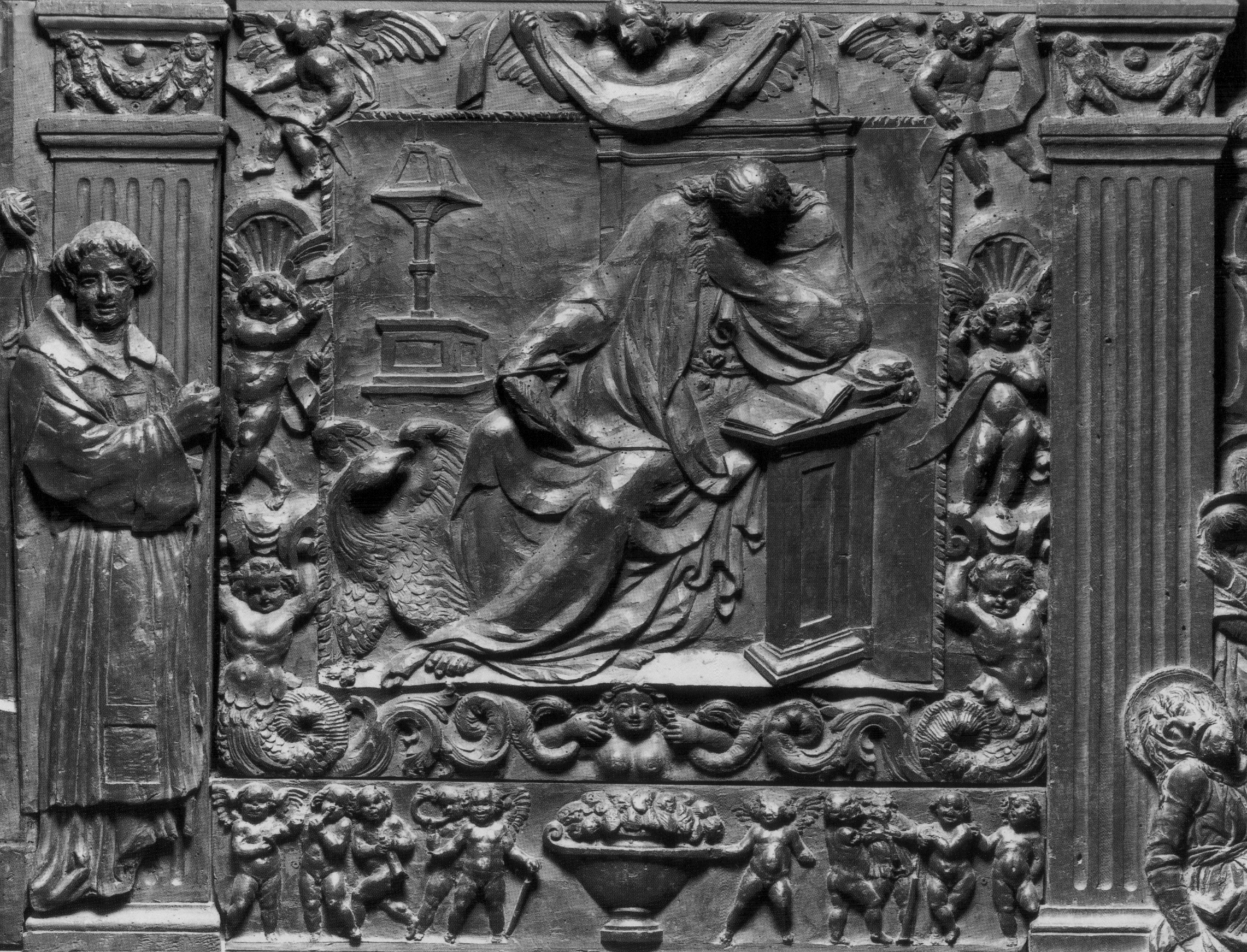
San Giovanni Evangelista, XVII secolo